# ميديا أبراهاميان
ميديا أبراهاميان عازفة تشيلو أرمنية ولدت 8 مارس 1932، فنانة شعبية في اتحاد الجمهوريات الاشتراكية السوفياتية (1980).وهي أستاذة في معهد كونسرفاتوار وهو معهد عالي لتعليم الموسيقى في العاصمة الروسية موسكو.
وحصلت على العديد من الجوائز منها:
- جائزة الدولة للاتحاد السوفياتي ، 1973
- فنان الشعب في اتحاد الجمهوريات الاشتراكية السوفياتية ،1980
- فارس الفن الأرمني، 2007.
- وسام الدرجة الأولى للخدمات إلى أرض الآباء ، 2012.